# 中華人民共和國—馬紹爾群島關係
中華人民共和國—馬紹爾群島關係是指中華人民共和國與馬紹爾群島共和國的外交關係。

## 历史
双方于1990年11月16日建交。因1998年11月20日馬紹爾群島與中華民國建交，中華人民共和國在同年12月11日與馬紹爾群島斷绝外交关系。
断交后，中华人民共和国外交部在马绍尔群岛首都马朱罗派驻有留守组，对马绍尔群岛的相关事务由中华人民共和国驻密克罗尼西亚联邦大使馆兼辖。
2017年，雙方貿易額為31.1億美元，其中中方的出口額為30.95億美元，與2016年相比下降21.7%；進口額為1827萬美元，與2016年相比下降9%。
2020年6月30日，在联合国人权理事会第44次会议上，马绍尔群岛参与英美等27国联合声明，反对中华人民共和国立法机关通过《中华人民共和国香港特别行政区维护国家安全法》。

## 留守组组长
1998年12月，中华人民共和国政府中止与马绍尔群岛政府的外交关系，撤离驻马绍尔群岛大使馆，但在当地仍保留了大使馆留守组，并派任参赞担任组长。
- 李胡铭（1999年1月－2001年）[3]
- 程树平（？－？）[4]
- 丛武（2017年－2022年）